# Parigi-Roubaix femminile
La Parigi-Roubaix femminile (fr. Paris-Roubaix Femmes) è una corsa in linea femminile di ciclismo su strada che si svolge nel nord della Francia, in prossimità della frontiera belga. Inclusa nel calendario del Women's World Tour per la prima volta nel 2020, la corsa non venne svolta a causa della pandemia di COVID-19; nel 2021 venne disputata la prima edizione, il giorno prima della competizione maschile.

## Percorso
Sebbene mantenga i classici trattì in pavè, la corsa si snoda per soli 145 km, contro gli oltre 250 della controparte maschile.

## Albo d'oro
Aggiornato all'edizione 2025.
| Anno | Vincitrice                                       | Seconda                                          | Terza                                            |
| ---- | ------------------------------------------------ | ------------------------------------------------ | ------------------------------------------------ |
| 2020 | non disputata a causa della pandemia di COVID-19 | non disputata a causa della pandemia di COVID-19 | non disputata a causa della pandemia di COVID-19 |
| 2021 | Elizabeth Deignan                                | Marianne Vos                                     | Elisa Longo Borghini                             |
| 2022 | Elisa Longo Borghini                             | Lotte Kopecky                                    | Lucinda Brand                                    |
| 2023 | Alison Jackson                                   | Katia Ragusa                                     | Marthe Truyen                                    |
| 2024 | Lotte Kopecky                                    | Elisa Balsamo                                    | Pfeiffer Georgi                                  |
| 2025 | Pauline Ferrand-Prévot                           | Letizia Borghesi                                 | Lorena Wiebes                                    |

## Statistiche

### Vittorie per nazione
Aggiornato all'edizione 2025.
| Pos. | Paese         | Vittorie |
| ---- | ------------- | -------- |
| 1    | Belgio        | 1        |
| 1    | Canada        | 1        |
| 1    | Francia       | 1        |
| 1    | Gran Bretagna | 1        |
| 1    | Italia        | 1        |